# Chordeumiidae
Chordeumiidae – rodzina widłonogów należąca do rzędu Cyclopoida. Opisał ją brytyjski zoolog Geoffrey A. Boxshall w 1988 roku. Należy do niej 12 gatunków zgrupowanych w 6 rodzajach. Gatunki te są endopasożytami wężowideł.

## Podział systematyczny
Do rodziny Chordeumiidae należą następujące rodzaje:
- Arthrochordeumium Stephensen, 1918
- Chordeumium Stephensen, 1918 – jedynym przedstawicielem jest Chordeumium obesum (Jungersen, 1914)
- Lernaeosaccus Heegaard, 1951 – jedynym przedstawicielem jest Lernaeosaccus ophiacanthae Heegaard, 1951
- Ophioicodes Heegaard, 1951 – jedynym przedstawicielem jest Ophioicodes asymmetrica (Pyefinch, 1940)
- Ophioika Stephensen, 1933
- Parachordeumium Calvez, 1938